# Nou la
Albums de Kassav
Difé
(1995) All U need is zouk
(2007)
Nou la est le treizième album du groupe antillais Kassav sorti en 2000.

## Pistes
1. Passaj
2. Tombé léta
3. Zafè mélé
4. Ba yo lanmen
5. Loko
6. Masoupwèl la
7. Toujou pli fo
8. Vin a kaz
9. Poutchi'w kouché
10. An ti zwèl
11. Doumbé doum
12. Enmé lavi
13. Politik man
14. Fè'y viré
15. An ti ayen
16. Pa lagé

## Musiciens
Chant lead: Jocelyne Béroard, Jean-Philippe Marthély et Patrick Saint-Eloi
Guitares/chant : Jacob Desvarieux
Claviers/chant : Jean-Claude Naimro
Guitares : Patrick Saint-Eloi (titres 5, 9 et 16) et Simon Jurad (titre 14)
Bass: Frédéric Caracas
Chœurs : Patrick Saint-Eloi, Jean-Philippe Marthély, Jocelyne Béroard et Sylvie Aïoun (titres 2 à 16), et Jean-Claude Naimro (titres 2, 4 à 9, 11, 13 et 15)
Claviers : Philippe Joseph (titres 2, 3, 5 à 13, 15 et 16)
Saxophone : Allen Hoist (titre 4), Camille Hildevert Soprann (titre 4) et Dan Higgins (titres 3,4,6,9,10,11,13,15,16)
Trombone : Bill Reichenback (titres 3,4,6,9,11,13,15,16) et Jacques Bolognési (titre 13)
Trompettes : Garry Grant et Jerry Hey (titres 3,4,6,9,11,13,15,16) et Christian Martinez et Philippe Slominsky (titre 13)
Violons  et altos : Anne-Michel Brunier, Vincent Debruyne, Anne Gravoin, Annie Morel, Arnaud Nuvolone, François Perrin (titres 4,10, 13, 14, 16)
Vocals: Loran Romain (titre 7)

Programmation : Frédéric Caracas (titres 2 à 5, 7,8, 12, 16), Jacob Desvarieux (titres 2, 4, 16) et Philippe Joseph (titres 3, 6 et de 9 à 15)